# Бетлегем (Коннектикут)
Бетлегем (англ. Bethlehem) — місто (англ. town) в США, в окрузі Лічфілд штату Коннектикут. Населення — 1970 осіб (2020).

## Демографія
Згідно з переписом 2010 року, у місті мешкало 3607 осіб у 1411 домогосподарстві у складі 1013 родин. Було 1575 помешкань
Расовий склад населення:
| - 97,9 % — білих - 0,5 % — азіатів - 0,4 % — чорних або афроамериканців - 0,1 % — корінних американців |

До двох чи більше рас належало 0,9 %. Частка іспаномовних становила 1,7 % від усіх жителів.
За віковим діапазоном населення розподілялося таким чином: 20,7 % — особи молодші 18 років, 64,4 % — особи у віці 18—64 років, 14,9 % — особи у віці 65 років та старші. Медіана віку мешканця становила 47,1 року. На 100 осіб жіночої статі у місті припадало 97,3 чоловіків;  на 100 жінок у віці від 18 років та старших — 96,2 чоловіків також старших 18 років.
Середній дохід на одне домашнє господарство  становив 120 813 долари США (медіана — 91 712), а середній дохід на одну сім'ю — 138 703 долари (медіана — 115 114). Медіана доходів становила 61 786 доларів для чоловіків та 64 200 доларів для жінок. За межею бідності перебувало 6,0 % осіб, у тому числі 5,8 % дітей у віці до 18 років та 8,8 % осіб у віці 65 років та старших.
Цивільне працевлаштоване населення становило 1945 осіб. Основні галузі зайнятості: освіта, охорона здоров'я та соціальна допомога — 29,9 %, виробництво — 14,3 %, науковці, спеціалісти, менеджери — 11,2 %.